# Azelaïnezuur
Azelaïnezuur (systematisch chemische naam: nonaandizuur) is een verzadigd dicarbon-vetzuur. Het komt van nature voor in granen, maar wordt ook geproduceerd door de gist Malassezia furfur, die op de huid voorkomt. Verwerkt tot 20% crème wordt het gebruikt in de behandeling van een aantal huidaandoeningen: acne, rosacea en hyperpigmentatie (vooral melasma).

## Eigenschappen
Azelaïnezuur werkt
- antibacterieel: de groei van bacteriën (zoals Cutibacterium acnes en Staphylococcus epidermidis) in de haarfollikel wordt geremd;
- keratolytisch: de vorming van hoorn wordt tegengegaan;
- antioxiderend: vangt vrije radicalen weg en gaat ontsteking tegen;
- blekend: het remt de werking van het enzym tyrosinase (belangrijk voor pigmentvorming), en gaat de groei van melanocyten tegen;[1]
- weinig toxisch, minder irriterend dan tretinoïne en benzoylperoxide[2]

## Toepassing
- Bij acne is het een alternatief voor retinoïden en benzoylperoxide.
- Bij rosacea is het bewezen effectief (net als metronidazol).[3]
- Bij de behandeling van hyperpigmentatie is azelaïnezuur een alternatief voor hydrochinon.